# Бельпраон
Бельпраон (фр. Belprahon) — громада  в Швейцарії в кантоні Берн, адміністративний округ Бернська Юра.

## Географія
Громада розташована на відстані близько 38 км на північ від Берна.
Бельпраон має площу 3,8 км², з яких на 7,3% дозволяється будівництво (житлове та будівництво доріг), 40,1% використовуються в сільськогосподарських цілях, 52,1% зайнято лісами, 0,5% не є продуктивними (річки, льодовики або гори).

## Демографія
2019 року в громаді мешкало 291 особа (-2% порівняно з 2010 роком), іноземців було 4,5%. Густота населення становила 76 осіб/км².
За віковим діапазоном населення розподілялося таким чином: 13,7% — особи молодші 20 років, 56% — особи у віці 20—64 років, 30,2% — особи у віці 65 років та старші. Було 125 помешкань (у середньому 2,3 особи в помешканні).
Із загальної кількості 109 працюючих 5 було зайнятих в первинному секторі, 52 — в обробній промисловості, 52 — в галузі послуг.